# Sherry Lynn
Sherry Lynn est une actrice américaine née le 20 mai 1952 à Tacoma dans l'État de Washington.

## Filmographie

### Cinéma
- 1972 : Panda Petit Panda : l'amie
- 1973 : Panda Petit Panda : Le Cirque sous la pluie : l'amie
- 1978 : Crazy Day : la fille de la caféteria
- 1981 : Kidō Senshi Gundam 00 : Letz
- 1981 : Kidō Senshi Gundam II: Ai senshihen : Letz
- 1982 : Kidō Senshi Gundam III: Meguriai Sorahen : Zena Zabi et Letz
- 1989 : Little Nemo: Adventures in Slumberland : Bon Bon
- 1989 : Kiki la petite sorcière : voix additionnelles
- 1989 : Astérix et le Coup du menhir : voix additionnelles
- 1989 : La Petite Sirène : voix additionnelles
- 1990 : La Bande à Picsou, le film : Le Trésor de la lampe perdue : voix additionnelles
- 1990 : Winston's Potty Chair : Winston, Molly et la mère de Winston
- 1991 : La Belle et la Bête : voix additionnelles
- 1991 : Fievel au Far West : voix additionnelles
- 1992 : Porco Rosso : voix additionnelles
- 1992 : Aladdin : voix additionnelles
- 1992 : Dragon Slayer : Eiyû Densetsu II : la reine
- 1995 : Magical Girl Pretty Sammy : Sasami Kawai et Jolie Sammy
- 1995 : Toy Story : la mère
- 1995 : Baio hantā : Sayaka
- 1995 : T-Rex : voix additionnelles
- 1996 : Tenchi Muyo! In Love : Kiyone et Sasami
- 1996 : Le Bossu de Notre-Dame : voix additionnelles
- 1996 : Tokyo Dekameron : Michiru
- 1996 : Kakugo no susume : Horie et Tsumiko
- 1996 : Black Mask : Tracy Lee
- 1997 : Gekijoban Furandaasu no inu : Elina
- 1997 : Psycho Diver: Soul Siren : Yuki Kanou
- 1997 : Hercule : voix additionnelles
- 1997 : Princesse Mononoké : la villageoise
- 1997 : Tenchi muyo! Manatsu no Eve : Kiyone et Sasami
- 1998 : Excalibur, l'épée magique : voix additionnelles
- 1998 : 1 001 Pattes : les fourmis femelle
- 1999 : Tenchi Muyô! In Love 2: Haruka naru omoi : Sasami
- 1999 : Tarzan : voix additionnelles
- 1999 : Hantise : l'enfant
- 1999 : Le Géant de fer : voix additionnelles
- 1999 : Toy Story 2 : une Barbie
- 1999 : Street Fighter Zero : Kei Chitose
- 2000 : Aa megamisama : Skuld
- 2000 : Kuzco, l'empereur mégalo : la deuxième femme
- 2001 : Cendrillon 2 : voix additionnelles
- 2001 : Atlantide, l'empire perdu : la deuxième atlante
- 2001 : Le Voyage de Chihiro : voix additionnelles
- 2001 : Osmosis Jones : voix additionnelles
- 2001 : Monstres et Cie : voix additionnelles
- 2002 : Le Bossu de Notre-Dame 2 : la villageoise
- 2002 : La Planète au trésor : Un nouvel univers : Dogbreath
- 2003 : Frère des ours : voix additionnelles
- 2003 : Old Boy : Mi-do
- 2004 : Ghost in the Shell 2: Innocence : Gynoid et la fille rescapée
- 2006 : Cars : plusieurs journalistes
- 2006 : L'Âge de glace 2 : voix additionnelles
- 2006 : Cendrillon et le Prince (pas trop) charmant : voix additionnelles
- 2007 : Les Rois de la glisse : voix additionnelles
- 2008 : Horton : voix additionnelles
- 2008 : WALL-E : le cinquième passager de l'Axiome
- 2008 : Ponyo sur la falaise : voix additionnelles
- 2009 : Là-haut : voix additionnelles
- 2009 : Tempête de boulettes géantes : voix additionnelles
- 2010 : Toy Story 3 : voix additionnelles
- 2012 : Le Lorax : voix additionnelles
- 2013 : Rex, le roi de la fête : Cuddles
- 2013 : Monstres Academy : voix additionnelles
- 2013 : Moi, moche et méchant 2 : voix additionnelles
- 2014 : U-neun nam-ja : Yumi
- 2015 : Vice-versa : le dégoût et la joie de Maman
- 2015 : Les Minions : voix additionnelles
- 2015 : Premier rendez-vous ? : le dégoût et la joie de Maman

### Télévision
- 1979 : A Dog's Life : Camille
- 1982 : Shirt Tales : voix additionnelles (13 épisodes)
- 1983 : The Dukes : voix additionnelles (7 épisodes)
- 1984 : My Little Pony : Galaxy
- 1984 : The Get Along Gang : Portia Porcupine et Miss Deering (14 épisodes)
- 1984-1985 : Pink Panther and Sons : Chatta (26 épisodes)
- 1986 : Mon petit poney : Galaxy, Cherries Jubilee et Baby Half Note (48 épisodes)
- 1989 : The Karate Kid : voix additionnelles
- 1990 : Super Baloo : Kathy Throgmorton (1 épisode)
- 1990 : New Kids on the Block : voix additionnelles (14 épisodes)
- 1991 : ProStars : voix additionnelles (13 épisodes)
- 1991-1992 : Myster Mask : Radiowave (2 épisodes)
- 1992 : Madame est servie : la photographe (1 épisode)
- 1992 : Goof Troop : la petite-amie de Tan (1 épisode)
- 1992 : Tom et Jerry Kids Show (1 épisode)
- 1993-1994 : Bonkers : Marilyn Piquel et Katya Leggsgowannalot (18 épisodes)
- 1994 : La Petite Sirène : Adella (1 épisode)
- 1994 : Problem Child (13 épisodes)
- 1995-2005 : Tenchi Muyo! : Sasami (28 épisodes)
- 1996 : Adventures from the Book of Virtues : Marygold (1 épisode)
- 1996 : Couacs en vrac (2 épisodes)
- 1998 : Cowboy Bebop : Jeune Faye (1 épisode)
- 1999 : Les Razmoket : Sandbox Kid (1 épisode)
- 1999 : Kacho-ohji : Rinko
- 2000 : Gate Keepers : Saemi Ukiya
- 2002 : Ai Yori Aoshi : Maho
- 2003 : The Big O : Tami (1 épisode)
- 2003 : Ghost in the Shell: Stand Alone Complex : Moe et Tachikoma (2 épisodes)
- 2003 : Onegai Twins : Akina Sagawa
- 2003-2004 : Wolf's Rain : Cheza (16 épisodes)
- 2004-2005 : Rozen Maiden : Hina-Ichigo (24 épisodes)
- 2006 : Fate/stay night : Sakura Mato (12 épisodes)
- 2006 : Ghost in the Shell: SAC Solid State Society : Tachikoma
- 2014 : Ai Tenchi Muyo! : Sasami (4 épisodes)

### Jeu vidéo
- 2001 : Final Fantasy X : Shelinda, Fayth, Shiva et la mère de Tidus
- 2001 : Shadows of Memories : Sibylla Burn
- 2002 : Xenosaga Episode I: Chikara he no ishi : MOMO
- 2003 : Star Ocean: Till the End of Time : Peppita
- 2003 : Final Fantasy X-2 : Shelinda
- 2003 : Drag-on Dragoon : Manah
- 2004 : Ghost in the Shell: Stand Alone Complex : Tachikoma
- 2004 : Genso suikoden IV : Noah
- 2005 : Radiata Stories : Adina, Elena et Lulu
- 2005 : Grandia III : Unama
- 2005 : Rhapsodia : Noah
- 2006 : Genso suikoden V : Josephine
- 2006 : Baten kaitosu II: Hajimari no tsubasa to kamigami no shishi : Tik et Quis
- 2006 : L'Âge de glace 2 : plusieurs personnages
- 2006 : Rumble Roses XX
- 2009 : Final Fantasy XIII : les habitants de Cocoon
- 2011 : Hyperdimension Neptunia mk2 : Tekken
- 2014 : Hyperdimension Neptunia Re; Birth 2: Sisters Generation : Tekken